# Francis Bird
Francis Bird (Londra, 1667 – 1731) è stato uno scultore inglese.
È principalmente ricordato per le sculture dell'Abbazia di Westminster e St Paul's Cathedral. Scolpì una tomba per il drammaturgo William Congreve nell'Abbazia di Westminster e le sculture dei dodici apostoli e dei quattro  evangelisti all'esterno della cattedrale di San Paolo, oltre alla statua di  Enrico VI nel cortile del l'Eton College. Nonostante il suo successo, più avanti nella vita Bird fece ben poco. Aveva ereditato denaro da suo suocero e avviato un'attività di importazione di marmo.

## Biografia
Nacque nella parrocchia di St. James's, Westminster nel 1667. All'età di circa undici anni fu mandato nelle Fiandre dove studiò con lo scultore Cozins. Poi andò a Roma e lavorò nello studio di Le Gros, anche se ciò viene contestato in quanto è improbabile che Legros abbia impostato il suo studio in questa data anticipata. Tornò a casa verso il 1689. Era stato così a lungo all'estero e scoprì che a stento riusciva a parlare l'inglese. A Londra lavorò con Grinling Gibbons e C. G. Cibber, ma dopo alcuni anni tornò a Roma per altri nove mesi di studio con Le Gros.

## Cattedrale di San Paolo, Londra
Bird è noto per il suo lavoro nella cattedrale di San Paolo a Londra. Nel marzo 1706 fu pagato 329 sterline per il pannello sulla porta ovest e nel dicembre di quell'anno altre 650 sterline per intagliare la Conversione di San Paolo per il grande frontone. Questa conteneva otto grandi figure sei delle quali a cavallo e molte di queste all'impiedi. Nel 1711 scolpì la statua della regina Anna con altre quattro figure, che fu eretta nel cortile della cattedrale di San Paolo nel 1712. La statua fu salvata dalla demolizione, nel dicembre 1886, quando fu sostituita dall'attuale statua eseguita da Richard Belt. Questa statua originale della regina Anna è ora nel parco della scuola di St Mary, The Ridge, Hastings, nel Sussex orientale. Tra il 1712 e il 1713 realizzò i due pannelli sul portico occidentale per 339 sterline, ma fu solo nel 1721 che scolpì le statue di vari apostoli ed evangelisti, ognuna alta 3,70 metri, per il fronte ovest e lato sud della cattedrale. Per questi ricevette una somma totale di 2.040 sterline.

## Galleria d'immagini

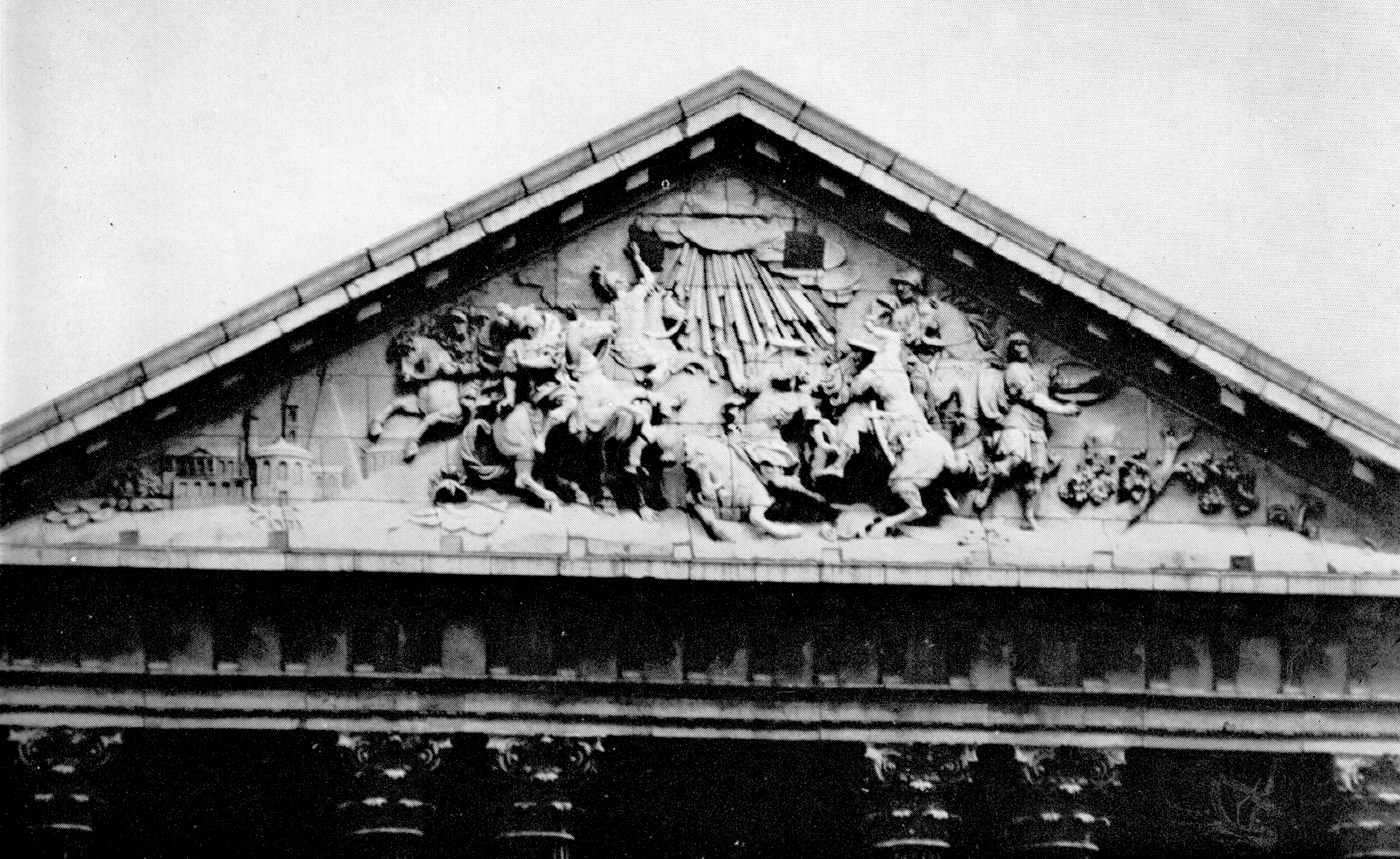
Conversione di San Paolo, 1706, St Paul's Cathedral, Londra
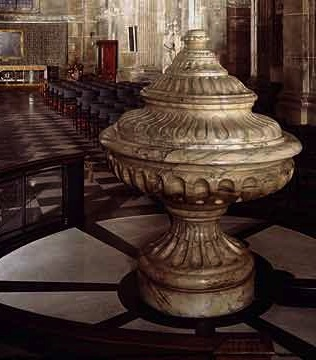
Fonte battesimale, 1727. St Paul's Cathedral, Londra
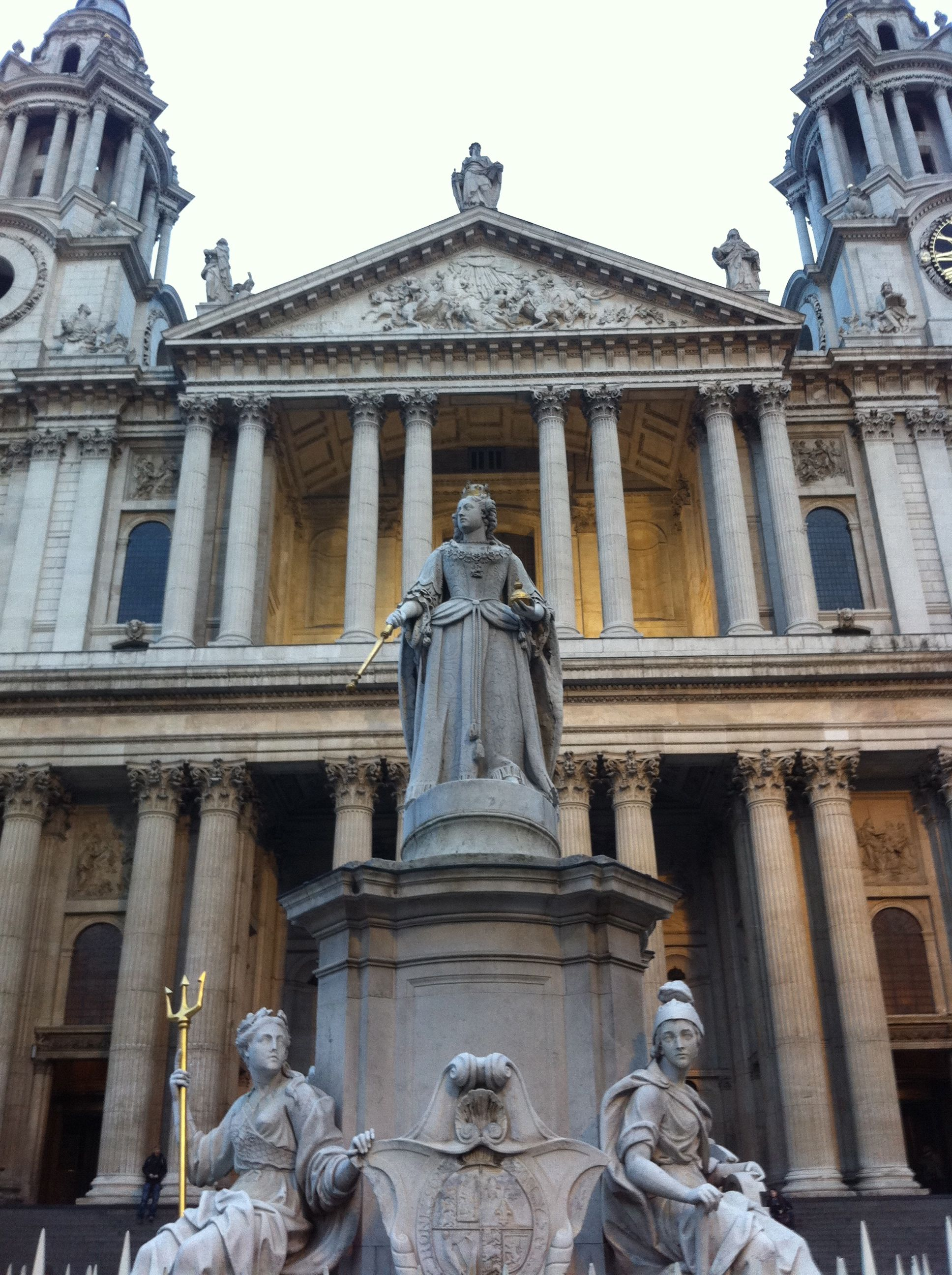
Regina Anna, riproduzione dell'originale eretto nel 1712, St Paul's Cathedral, Londra
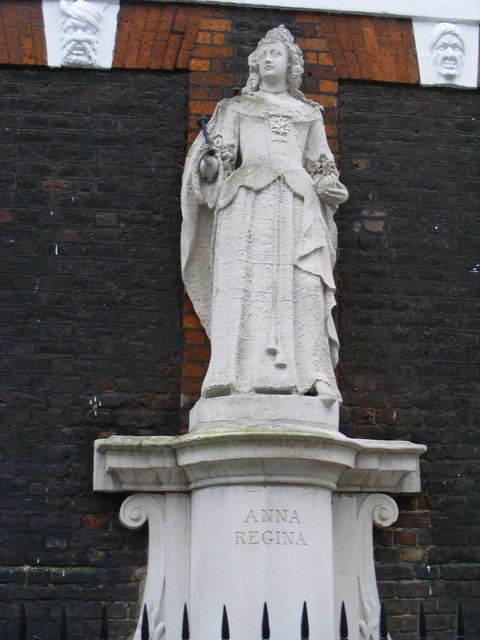
Regina Anna, eretta nel 1708, Queen Anne's Gate, Westminster, Londra
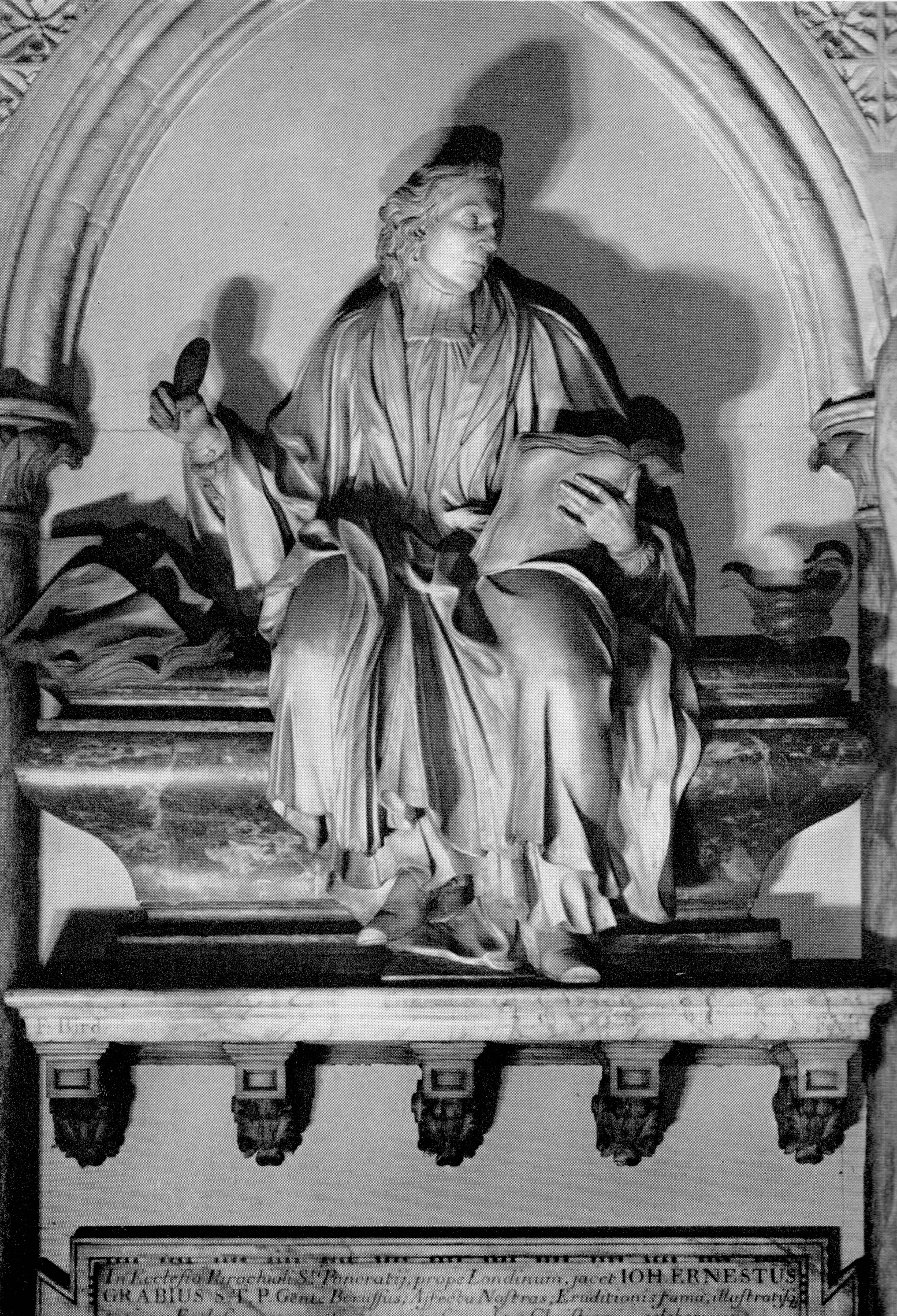
Dr Ernest Grabe, morto 1711. Abbazia di Westminster, Londra